# Черканов, Алексей Николаевич
Алексей Николаевич Черканов — советский хозяйственный, государственный и политический деятель, Герой Социалистического Труда.

## Биография
Родился в 1910 году в Жемконском наслеге. Член ВКП(б).
С 1923 года — на хозяйственной, общественной и политической работе. В 1923—1959 гг. — батрак у зажиточных селян в Олекминском округе, на Бодайбинских золотых приисках Иркутской области, откатчик, забойщик, бригадир бригады забойщиков Евканджинского участка Ыныкчанского прииска Усть-Майского района
Указом Президиума Верховного Совета СССР от 1 октября 1957 года присвоено звание Героя Социалистического Труда с вручением ордена Ленина и золотой медали «Серп и Молот».
Избирался депутатом Верховного Совета СССР 5-го созыва.
Умер в 1967 году.